# Федоровский, Михаил Яковлевич
Михаил Яковлевич Федоровский (1825 — 1881) — контр-адмирал Свиты Его Императорского Величества, директор Инспекторского департамента Морского министерства России, член Главного военно-тюремного комитета и Комитета морских учебных заведений при Военном совете Российской империи.

## Биография
Михаил Федоровский родился в морской семье 7 ноября 1825 года.
В 1837 году определён кадетом в Морской кадетский корпус, через два года был произведен в гардемарины, а в 1841 году — в мичманы. Со времени своего производства в гардемарины и до 1845 году служил на различных судах в Финском заливе и Балтийском море.
Вскоре он заинтересовался гидрографическими работами, начал изучать их и был назначен на бриг «Нестор» производить опись и промеры в Финском заливе. В том же 1845 году его произвели в лейтенанты с прикомандированием к Морскому кадетскому корпусу, при котором он состоял в течение нескольких лет, плавая с кадетами в Финском заливе.
В 1849 году он во второй раз производил опись и промеры в Финском заливе на шхуне «Дождь».
В 1851—1852 гг. служил на корабле «Красной» и тогда же был награждён орденом Святой Анны 3-й степени.
С началом Крымской войны ему было приказано на фрегате «Аврора» перейти из Кронштадта в Петропавловск. «Аврора» пришла к месту её назначения в то время, когда у Петропавловска появилась уже союзная эскадра, намеревавшаяся высадить десант. Завязался бой, в результате которого англо-французская эскадра, была вынуждена отойти от города. За отличия, выказанные в этом бою Федоровский был награждён орденом Святого Владимира 4-й степени с бантом. В том же 1854 году М. Я. Федоровский был произведен за отличие в капитан-лейтенанты. 

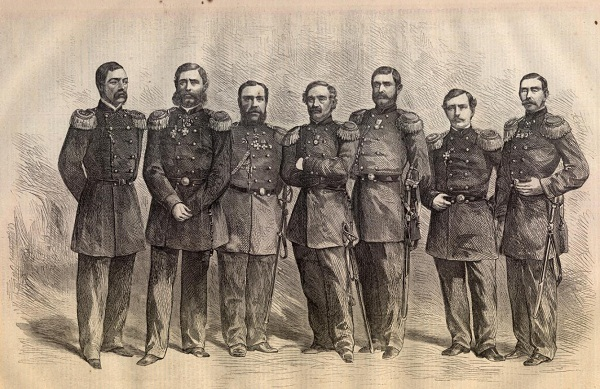
Капитаны экспедиции русского флота к берегам Северной Америки. Слева направо: П. А. Зеленой (клипер «Алмаз»), И. И. Бутаков (фрегат «Ослябя»), М. Я. Федоровский (фрегат «Александр Невский»), адмирал С. С. Лесовский (командир эскадры), Н. В. Копытов (фрегат «Пересвет»), О. К. Кремер, (корвет «Витязь»), Р. А. Лунд (корвет «Варяг»).

В 1855 году Федоровскому со своим фрегатом пришлось оставить Петропавловск и перейти в Татарский пролив, куда проникла англо-французская эскадра. 8 мая в заливе Де-Кастро завязалось морское сражение, длившееся два дня. За отличия, выказанные в этом сражении, Ф. был награждён орденом Святого Станислава 2-й степени с бантом.
В целях помешать дальнейшим попыткам союзной эскадры высадить десант российским командованием решено было в устье Амура возвести мощные береговые батареи и перевезти под их охрану из Петропавловского порта казенное имущество. Дело это возложено было на Федоровского и выполнялось в зоне досягаемости неприятельской эскадры. Несмотря на это, береговые батареи были возведены, и все казенное имущество благополучно доставлено из Петропавловского порта. Постройка береговых батарей имела огромное значение, так как англо-французская эскадра, видя, что ей уже не удастся высадить десант в устье Амура, покинула Татарский пролив. За оказанные отличия как при возведении береговых батарей, так и при перевозке казенного имущества из Петропавловского порта он был награждён золотой саблей с надписью «За храбрость».
По окончании войны он возвратился в Кронштадт, но в 1858 году на корвете «Опричник» вернулся к устью Амура и снова на винтовом корвете «Новик» перешел в Кронштадт.
В 1860 году он был произведен в капитаны 2-го ранга, а в 1862 году — в капитаны 1-го ранга. В этот период времени он командовал: с 4 июля 1860 года фрегатом «Громобой»; и далее фрегатами «Александр Невский» (на котором перешел из Кронштадта к берегам Северной Америки, а оттуда отправился в Средиземное море и прибыл из Ниццы в Кронштадт с телом наследника цесаревича Николая Александровича), «Генерал-Адмирал» и «Минин», с которыми плавал в Средиземном и Балтийском морях.
В 1865 году Михаил Яковлевич Федоровский был пожалован во флигель-адъютанты, а в 1871 году произведен в контр-адмиралы с назначением в Свиту Его Императорского Величества. Находясь в Свите, он тогда же занял должность начальника отряда судов в Тихом океане, где оставался около двух лет.
Вернувшись снова в Кронштадт, он был назначен в 1873 году начальником штаба главного командира Кронштадтского порта. В Кронштадте он прослужил семь лет, исполняя, кроме вышеназванной должности, еще должность начальника походного штаба соединенных эскадр и судов при Высочайшем смотре флоту на Кронштадтском рейде, а во время русско-турецкой войны 1878 года был назначен начальником морского штаба при начальнике береговой и морской обороны Кронштадта.
В 1880 году состоялось его назначение на пост директора инспекторского департамента морского министерства, с оставлением в свите Его Величества, а в следующем году он был произведен в вице-адмиралы. В течение своей сорокалетней службы он совершил 23 шестимесячных кампании и три кругосветных плавания. Служба его, как выдающегося моряка, была отличена многими иностранными и русскими орденами, до ордена Святого Владимира 2-й степени включительно.
В конце 1870-х годов здоровье его сильно расшаталось, лечение мало помогало, и в 1881 году Михаил Яковлевич Федоровский решил отправиться в Каир или в Алжир, но по дороге, в Берлине, он почувствовал себя очень плохо, и, приехав в Париж, скончался 25 января 1881 года «от чахотки». Он был похоронен на Смоленском православном кладбище города Санкт-Петербурга.